# Evropský rok občanů
Evropský rok občanů byl vyhlášen v době oslav dvacátého výročí evropského občanství (zřízeného Maastrichtskou smlouvou v roce 1993).
Jeho cílem bylo poukázat na to, jaká práva a výhody vyplývají z občanství EU. Během roku 2013 měli lidé možnost zúčastnit se akcí a seminářů o tom, jak tato práva uplatňovat. V celé Unii probíhaly všeobecné diskuse o politice EU a o budoucnosti Evropské unie.
Evropský rok občanů 2013 byl věnován právům, která občané EU automaticky požívají v případě, že jsou občanem některé z členských zemí Evropské unie. Celkem šlo o 500 milionů Evropanů. 
V rámci Evropského roku občanů měl být prosazován dialog mezi všemi úrovněmi státní správy, občanskou společností a podniky.[zdroj?] Cílem této debaty bylo zjistit, jak si občané EU představují podobu práv, politik a správy v EU v roce 2020.

## Význam
Díky evropskému občanství mohou občané EU například snadněji cestovat, bydlet, pracovat či studovat v zahraničí nebo využívat systémy zdravotní péče v jiných zemích. Vztahují se na ně také celoevropská opatření na ochranu spotřebitele. Podle Zprávy o občanství, kterou Evropská komise vydala v roce 2010, však občané EU svých práv plně nevyužívají, jelikož s nimi nejsou obeznámeni. V roce 2010 Evropský parlament tedy vyzval Komisi, aby rok 2013 věnovala tématu občanství, stimulovala tak diskusi o otázkách občanství a informovala občany EU o jejich právech.
Práva občanů EU jsou zakotvena ve Smlouvě o Evropské unii a příslušných zákonech jednotlivých členských zemí. Pokud jsou lidé s těmito právy obeznámeni a využívají jich, je to výhodou nejen pro ně samé, ale i pro celou Unii, a to nejen z ekonomického hlediska. Zároveň to občany motivuje k tomu, že se sami více zapojují do evropského projektu, tedy rozvoje EU.

### Politické souvislosti
V roce 2013 probíhaly oslavy 20. výročí občanství EU: Koncept evropského občanství je zakotven v Maastrichtské smlouvě, jež vstoupila v platnost v roce 1993.
V roce 2013 vyšla Zpráva EU o občanství: Tato zpráva se zabývá případy lidí, kterým je znemožněno využívat práv EU. 
Evropský rok byl jen jednou z iniciativ, jimiž se orgány EU a členské státy snažily upozornit občany EU na jejich volební právo a motivovat je k účasti ve volbách do Evropského parlamentu.
Jak uvedl předseda Evropské komise José Manuel Barroso ve svém projevu o stavu Unie v roce 2012: „Doby evropské integrace za tichého souhlasu občanů jsou nenávratně pryč. Evropa nemůže být technokratická, byrokratická ani diplomatická. Evropa musí být demokratičtější.“

### Občanství EU
Občanství Evropské unie je jedním z důležitých pojmů, který přinesla Smlouva o Evropské unii (Maastrichtská smlouva). Následně Amsterodamská smlouva ještě dále prohloubila práva občanů EU. Občanství Unie je zakotveno v článku 17 Smlouvy o založení ES: "Každá osoba, která má státní příslušnost členského státu, je občanem Unie. Občanství Unie nenahrazuje, nýbrž doplňuje státní příslušnost členského státu".
Dalším důležitým článkem, který se týká občanství EU je čl. 18, který říká, že každý občan Unie má právo svobodně se pohybovat a pobývat na území členských států s výhradou omezení a podmínek stanovených v této smlouvě a v předpisech přijatých k jejímu provedení. V čl. 12 je pak zakotven tzv. princip nediskriminace, což znamená, že v rámci předmětu úpravy smlouvy je zakázána diskriminace z důvodů státní příslušnosti.
Občanství EU je vždy odvozováno od občanství některého členského státu a vlastně rozšiřuje toto státní občanství o nově přiznaná občanská práva. Také občané s dvojím občanstvím, z nichž alespoň jedno je občanstvím členského státu Unie, jsou občany EU a mají z toho vyplývající práva. Je však třeba poznamenat, že udělení či přiznání občanství konkrétního členského státu je vždy výhradně v kompetenci tohoto státu – je definováno v národní legislativě.

### Základní práva občanů
Práva občana Evropské unie:
- může se pohybovat (cestovat) po celém území Unie a pobývat či usadit se kdekoliv
- má právo hledat si pracovní příležitosti a pracovat ve všech členských zemích
- má právo na stejné zacházení jako zaměstnanci daného státu Evropské unie – zákaz diskriminace v zaměstnání
- jako osoba samostatně výdělečně činná může poskytovat služby na celém území EU
- má právo studovat, vzdělávat se, připravovat se na budoucí povolání a uskutečňovat výzkum na území EU
- může volit a být volen do Evropského parlamentu a dále má právo k němu podávat petice
- obdobně může volit a kandidovat také ve volbách do místních zastupitelstev v místě svého pobytu
- v zemi, kde chybí jeho vlastní diplomatické zastoupení může využít konzulát nebo velvyslanectví jiného členského státu
- má právo se obracet na evropského ombudsmana či podat stížnost k Evropské komisi
- má také právo na volný přístup ke všem dokumentům Unie a členských států Evropské unie. V praxi existují určitá omezení a výjimky týkající se přístupu k dokumentům, které mohou být založeny na důvodech veřejné bezpečnosti, ochrany soukromí, obchodních zájmů a dalších citlivých informací. Právo na přístup k dokumentům je zajištěno, ale podléhá pravidlům a omezením stanoveným v regulačním rámci EU, jako je nařízení o přístupu veřejnosti k dokumentům Evropského parlamentu, Rady a Komise.
- Právo na ochranu osobních údajů a soukromí: Občané EU mají právo na ochranu svých osobních údajů. Toto právo je zajištěno obecným nařízením o ochraně osobních údajů (GDPR), které stanovuje pravidla pro zpracování osobních údajů v rámci EU.